# Marble Hill (Misuri)
Marble Hill es una ciudad ubicada en el condado de Bollinger en el estado estadounidense de Misuri. En el Censo de 2010 tenía una población de 1477 habitantes y una densidad poblacional de 347,09 personas por km².

## Geografía
Marble Hill se encuentra ubicada en las coordenadas 37°18′9″N 89°58′55″O / 37.30250, -89.98194. Según la Oficina del Censo de los Estados Unidos, Marble Hill tiene una superficie total de 4.26 km², de la cual 4.24 km² corresponden a tierra firme y (0.3%) 0.01 km² es agua.

## Demografía
Según el censo de 2010, había 1477 personas residiendo en Marble Hill. La densidad de población era de 347,09 hab./km². De los 1477 habitantes, Marble Hill estaba compuesto por el 96.41% blancos, el 0% eran afroamericanos, el 1.02% eran amerindios, el 0.81% eran asiáticos, el 0% eran isleños del Pacífico, el 0.34% eran de otras razas y el 1.42% pertenecían a dos o más razas. Del total de la población el 1.76% eran hispanos o latinos de cualquier raza.